# サヘル横断道路
サヘル横断道路（サヘルおうだんどうろ、英: Trans-Sahelian Highway）は、西アフリカのサヘル地帯を東西に結ぶ道路である。トランス・アフリカ・ハイウェイの5号線にあたる。ダカールとンジャメナを結ぶ道路であるためダカール・ンジャメナ・ハイウェイ（英: Dakar-Ndjamena Highway）とも呼ばれる。

## 経路

### 長さなど
サヘル横断道路は全長約4,500 kmで、7か国、5首都を通過する。 

### セネガル
- ダカール ～ タンバクンダ
- タンバクンダ ～ マリ国境

### マリ
- セネガル国境 ～ カイ ～ ディーマ（英語版） ～ ディディエニ（英語版） ～ バマコ
- バマコ ～ シカソ ～ ブルキナファソ国境

### ブルキナファソ
- マリ国境 ～ ボボ・ディウラッソ
- ボボ・ディウラッソ ～ ワガドゥグー
- ワガドゥグー ～ クペラ（英語版） ～ ファダ・ングルマ ～ ニジェール国境

### ニジェール
- ブルキナファソ国境 ～ ニアメ
- ニアメ ～ ドッソ ～ ドゴンドゥチ（英語版） ～ ビルニン・コーニ（英語版） ～ マラディ
- マラディ ～ ナイジェリア国境

### ナイジェリア
- ニジェール国境 ～ カツィナ ～ カノ
- カノ ～ ミサウ（英語版）
- ミサウ ～ マイドゥグリ ～ ディクワ（英語版） ～ カメルーン国境

### カメルーン
- ナイジェリア国境 ～ マルタム（フランス語版）、ドゥバベ・ゴス（フランス語版）
- マルタム ～ クッセリ ～ チャド国境

### チャド
- カメルーン国境 ～ ンジャメナ

## 代替経路

### セネガル
- タンバクンダ ～ サラヤ（英語版） ～ マリ国境

### マリ
- セネガル国境 ～ キータ（英語版） ～ バマコ

## 代替経路2

### ナイジェリア
- マイドゥグリ ～ バマ（英語版） ～ カメルーン国境

### カメルーン
- ナイジェリア国境 ～ モラ（英語版） ～ ワザ（Waza） ～ マルタム（フランス語版）

## 代替経路3

### ニジェール
- マラディ ～ ザンデール ～ ンギグミ ～ チャド国境

### チャド
- ニジェール国境 ～ ンジャメナ

## 他の道路との接続
- セネガルのダカールでカイロ・ダカール・ハイウェイ（TAH 1）
- セネガルのダカールで西アフリカ沿岸道路（TAH 7）
- ナイジェリアのカノでサハラ砂漠縦貫道路（TAH 2）
- チャドのンジャメナでンジャメナ・ジブチ・ハイウェイ（TAH 6）
- チャドのンジャメナでトリポリ・ケープタウン・ハイウェイ（TAH 3）